# District de Xixiangtang
Le district de Xixiangtang (西乡塘区 ; pinyin : Xīxiāngtáng Qū) est une subdivision administrative de la région autonome du Guangxi en Chine. Il est placé sous la juridiction de la ville-préfecture de Nanning.Sa population est de 779 696 habitants(2009).